# César Márquez
César Márquez Verdin (23 de enero de 1975 Tepic, Nayarit) es un exfutbolista y entrenador mexicano que ha jugado y dirigido a varios clubes, actualmente dirige al Reboceros de La Piedad.

## Trayectoria
Como jugador militó en los clubes Atlas de Guadalajara, Club León, Club Deportivo Irapuato, Dorados de Sinaloa, Club Tijuana, y Alacranes de Durango.
Un llamado de Márquez a la selección nacional llegó en 1997, el entonces entrenador de la Selección Mexicana era el serbio Bora Milutinovic, quien le iba a dar la oportunidad de vestir la playera jugador cuando militaba en el Atlas de Guadalajara en esa época, sin embargo un error en la impresión de la lista de convocados otorgó la primera oportunidad a Rafael Márquez de vestir la camiseta nacional.
Milutinovic, por supuesto, quería enviar a Rafael de vuelta a donde pertenecía, pero al final, el entrenador decidió ver a este defensor en los entrenamientos, situación que fue suficiente para descubrir el talento de Rafa y permitir que se quedara en el equipo, finalmente no volvió a tener oportunidad.

## Clubes
| Club                 | País           | Año       |
| -------------------- | -------------- | --------- |
| Atlas de Guadalajara | México         | 1995-1997 |
| Alacranes de Durango | México         | 1997-1999 |
| El Paso Patriots     | Estados Unidos | 1999      |
| Club León            | México         | 2000-2006 |
| Tecos UAG 'A'        | México         | 2006      |
| Club Tijuana         | México         | 2007      |
| Real Colima          | México         | 2007      |
| Club Tijuana         | México         | 2008      |
| Club Irapuato        | México         | 2008-2010 |
| Dorados de Sinaloa   | México         | 2010      |